# 布蘭登·梅切萊
布蘭登·梅切萊（荷蘭語：Brandon Mechele；1993年1月28日—），比利時足球運動員，司職中後衛，現效力比甲球會布魯日。

## 俱樂部生涯
1993年出生的梅切萊身高達到了1米90，身體素質出眾的他擁有相當出色的正面防守能力。出道於布鲁日青訓的他，贏得過比利時足球甲級聯賽、比利時杯和比利時超級杯等冠軍。
2019至2020賽季，梅切萊為布魯日出場37次貢獻了1球3助。而本賽季，身披44號球衣的他也為布魯日出場16次，並且在歐冠中登場，是球隊的絕對主力中後衛。梅切萊從2018年10月開始，他已經多次入選了比利時國家足球隊。

## 外部連結
- Soccerway資料庫：布蘭登·梅切萊
- Belgium stats （页面存档备份，存于） at Belgian FA
- 布蘭登·梅切萊－UEFA國際賽競賽紀錄